# Wróg Sharpe’a
Wróg Sharpe’a (ang. Sharpe’s Enemy) – brytyjski telewizyjny film historyczny z 1994 roku. Film jest częścią cyklu filmów o Richardzie Sharpie, zrealizowanego na podstawie serii powieści o tej postaci autorstwa Bernarda Cornwella.

## Fabuła
Rok 1813. Banda działających na Półwyspie Iberyjskim dezerterów różnej narodowości, porywa dla okupu żonę wysokiego rangą brytyjskiego oficera, lorda Farthingdale. Dostarczycielem okupu ma być Richard Sharpe. Sharpe nie wie, że na czele bandy stoi jego dawny wróg Obediah Hakeswill.

## Obsada
- Sean Bean – Richard Sharpe
- Nicholas Rowe – Gilliand
- François Guétary – Pułkownik Michel Dubreton
- Féodor Atkine – major Pierre Ducos
- Philip Whitchurch – kapitan William Frederickson
- Lyndon Davies – Strzelec Ben Perkins
- Jason Salkey – Kapral Harris
- John Tams – Kapral Daniel Hagman
- Michael Mears – Strzelec Francis Cooper
- Tony Haygarth – Pot-au-Feu
- Helena Michell – Sarah Dubreton
- Jeremy Child – Sir Augustus Farthingale
- Assumpta Serna – Teresa Moreno
- Pete Postlethwaite – Obediah Hakeswill
- Michael Byrne – major Nairn
- Hugh Fraser – Generał Earl of Wellington
- Daragh O’Malley – Sierżant Patrick Harper
- Vincent Grass – Chaumier
- Diana Perez – Ramona
- Morgan Jones – Kelly
- Iain Glass – Rossner
- Elizabeth Hurley – Lady Farthingdale